# Diócesis (Imperio romano)

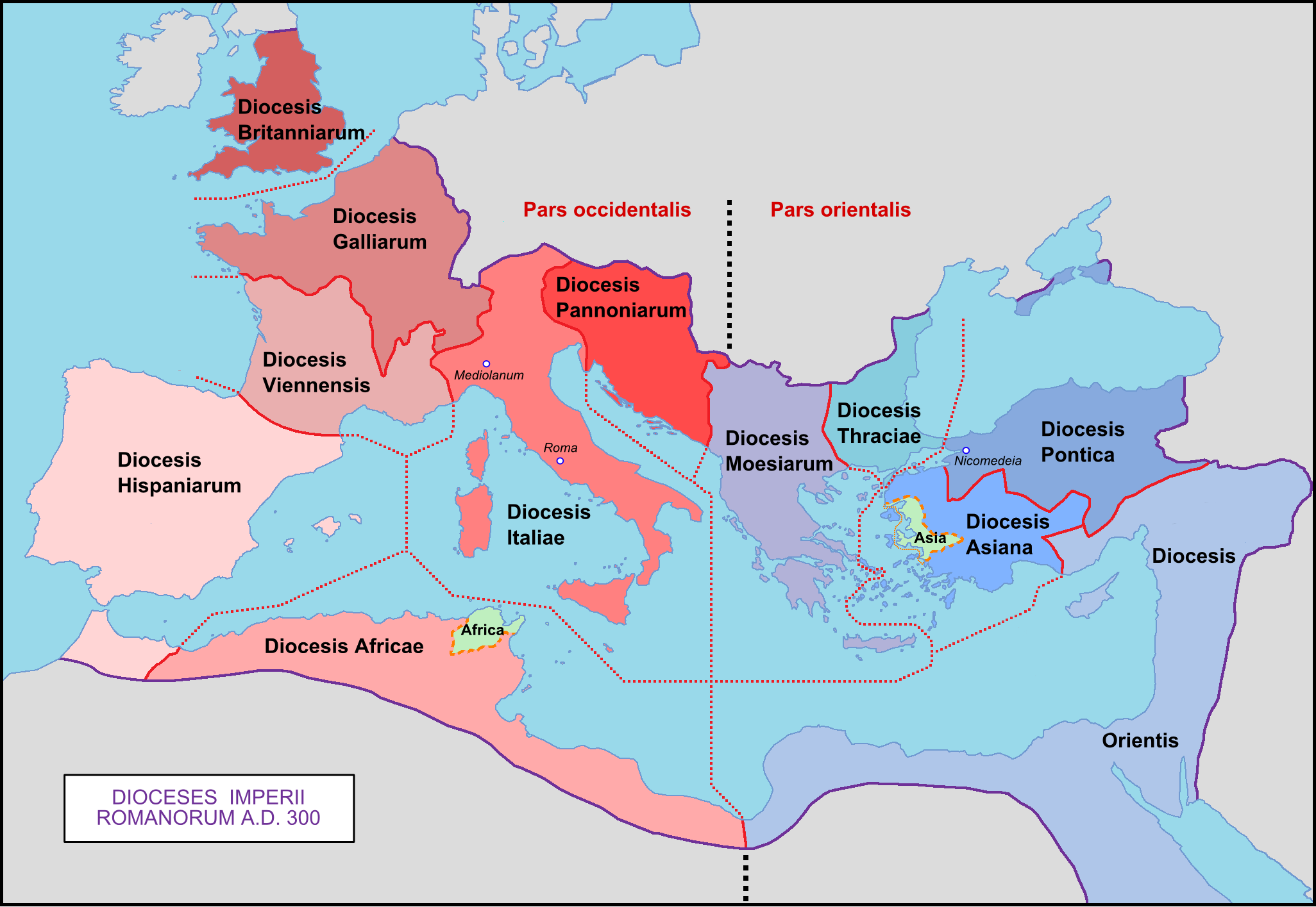
Diócesis del.

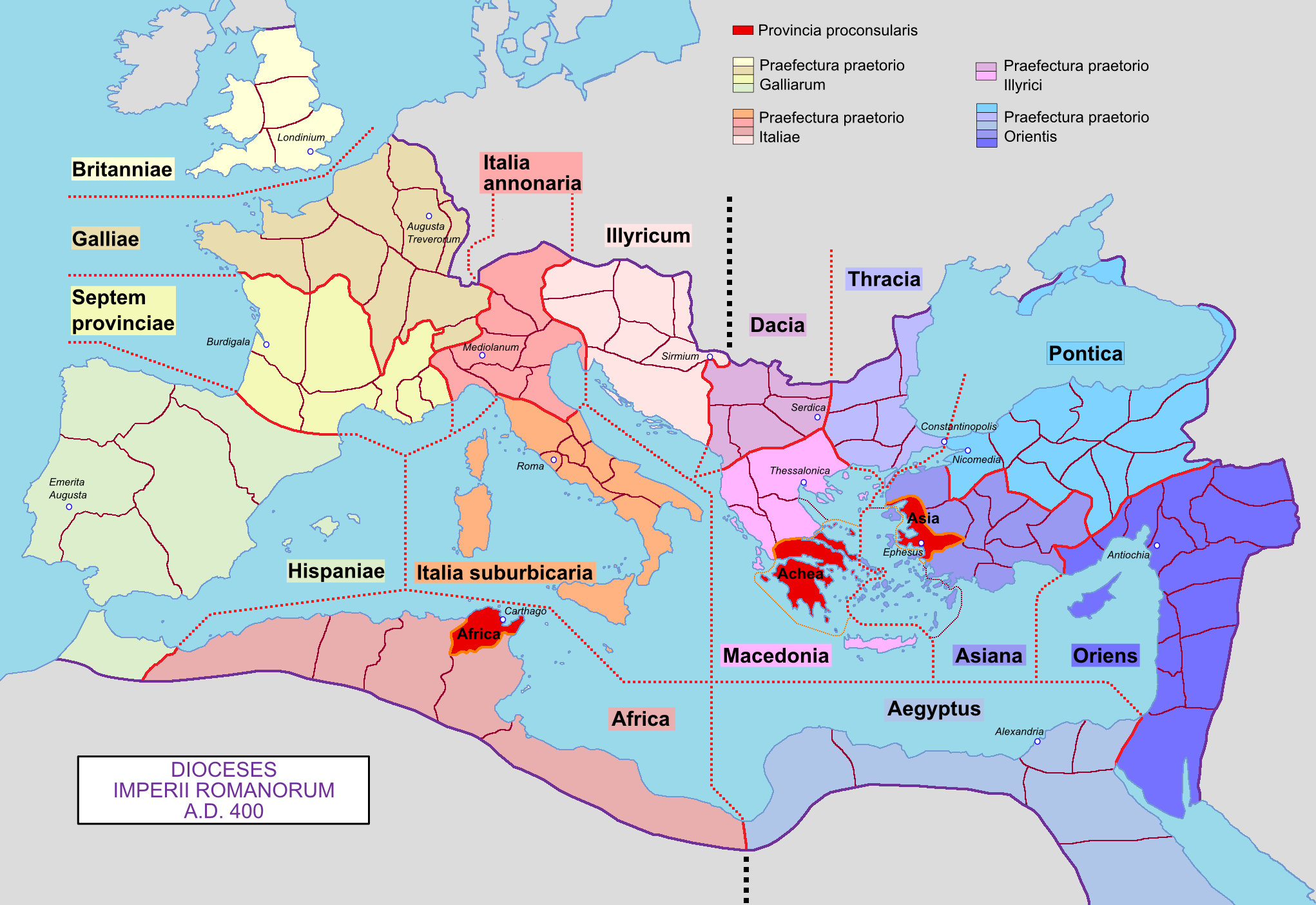
Diócesis del.

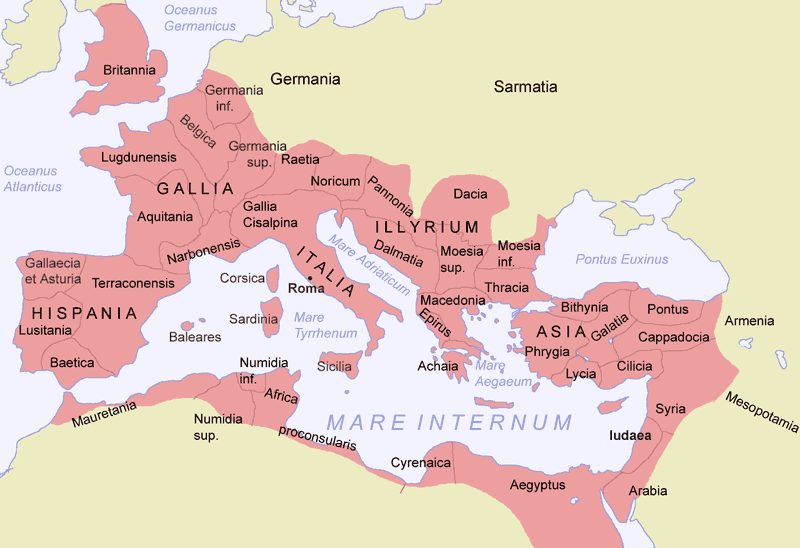
División provincial en el Alto Imperio (hacia el). Los nombres destacados (Hispania, Gallia, Italia, Illyrium, Asia) son los que recibían grandes regiones geográficas, sin estructura administrativa propia. Algunos de ellos (además de otros, que correspondían a antiguas provincias -Britannia, Africa, Pannonia, Moesia, Thracia, Pontus, Aegyptum-) fueron utilizados para denominar a las diócesis del Bajo Imperio (que englobaban provincias resultantes de una división provincial más profunda).

Diócesis (en latín: diœcēsis, διοίκησις dioíkēsis 'administración') era la denominación de una de las divisiones administrativas del Imperio romano tardío, a partir de la tetrarquía. Formaba un nivel de gobierno intermedio, agrupando diversas provincias. Cada diócesis se gobernaba por un vicarius ("vicario") subordinado al prefecto del pretorio.
No debe confundirse con la circunscripción eclesiástica también denominada diócesis, que está a cargo de un obispo. A veces se usa para distinguirla de ésta la denominación de diócesis civil.
El uso del término "diócesis" como unidad administrativa surgió en Oriente, en las regiones de habla griega. Los distritos de Cibyra, Apamea y Synnada fueron añadidos a la provincia de Cilicia en tiempos de Cicerón, que menciona el hecho en sus cartas familiares (EB 1911). La palabra diocesis, que por entonces equivalía a un distrito para la recolección de impuestos, acabaría aplicándose al propio territorio.  
La "diócesis" pasaría a convertirse formalmente en una división territorial y administrativa del Imperio en tiempos de la tetrarquía, bajo el emperador Diocleciano. Dividió el imperio en cuatro partes, quedando cada una de ellas inicialmente dirigidas por un coemperador o tetrarca (dos de mayor rango –con el título de Augusto– y dos subordinados –con el título de César–). Los territorios atribuidos a cada una de esas partes fueron objeto de distintas reorganizaciones. Inicialmente fueron doce las diócesis, llegando a ser catorce, con algunas provincias proconsulares no incluidas en la estructura diocesana.
Para reducir la posibilidad del surgimiento de usurpadores locales al trono, para facilitar una recaudación de impuestos y de provisiones más eficiente y para ayudar hacer cumplir la ley, Diocleciano dobló el número de provincias desde cincuenta hasta casi cien. Alguna de las divisiones provinciales tuvo que ser nuevamente objeto de división en modificaciones que se fueron realizando entre el año 293 y comienzos del siglo IV.

## Diócesis de la tetrarquía del 305
En el año 305, la tetrarquía se dividía en doce diócesis: siete en el Imperio romano de Occidente y cinco en el Imperio romano de Oriente.
A su vez las occidentales se dividían entre el Augusto de Occidente, con sede en Milán: diocesis Pannoniarum (siete provincias –las zonas de Iliria y Panonia–), diocesis Italiciana (trece provincias –la Italia romana con las islas de Córcega, Cerdeña, Sicilia y Malta, la Galia Cisalpina y Retia–) y diocesis Africae (seis provincias –el África romana, aunque el África proconsular quedaba fuera de la autoridad del vicario y la Mauritania Tingitana se atribuyó a la diócesis de Hispania–); y el César de Occidente, con sede en Tréveris: diocesis Hispaniarum (seis provincias –la península ibérica y la Mauritania Tingitana–), diocesis Viennensis (ocho provincias –el sur de las Galias excepto la Galia Cisalpina–), diocesis Galliarum (ocho provincias –el norte de las Galias y la Germania romana–) y diocesis Britanniarum (cuatro provincias –la Britania romana–).
Las orientales se dividían entre el Augusto de Oriente o primus Augustus, con sede en Nicomedia: diocesis Orientis (diecisiete provincias –el Egipto romano y la Siria romana–), diocesis Pontica (siete provincias –el este de Asia Menor–), diocesis Asiana (siete provincias –el oeste de Asia Menor, aunque el Asia proconsular quedaba fuera de la autoridad del vicario–) y la diocesis Thraciae (seis provincias –el este de los Balcanes–); y el César de Oriente, con sede en Sirmium: diocesis Moesiarum (ocho provincias –el oeste de los Balcanes, aunque la Acaya proconsular quedaba fuera de la autoridad del vicario–).

## Diócesis delsigloV
La Notitia dignitatum, de comienzos del siglo V, recoge una detallada descripción del sistema de diócesis.

### Parte occidental
Según la Notitia había seis vicarios en Occidente, repartidos en dos prefecturas del pretorio: la de Italia (praefectus praetorio per Italiae) con tres diócesis, y la de Galia (praefectus praetorio Galliarum) con otras tres diócesis; pero dado que se atribuye a la diócesis llamada "de las Siete Provincias" más de diecisiete provincias (englobando de hecho las antiguas diócesis Vienense y de las Galias), puede asumirse que en realidad seguiría habiendo siete diócesis en Occidente, además del África proconsular, cuyo procónsul sólo dependía del Emperador.

#### Prefecto del pretorio de Italia
El prefecto del pretorio de Italia, con sede en Roma, tenía bajo su jurisdicción tres diócesis:
En la zona propiamente conocida como Italia en teoría sólo existía una diócesis (la diocesis Italiae), pero con dos vicarios: uno en Roma y otro en Mediolanum (Milán), cuyas circuscripciones recibían nombres diferentes (la Italia suburbicariae –el sur de la península itálica y las islas– y la Italia annonaria –el norte de la península, los Alpes y Retia–). La Italia suburbicariae estaba oficialmente bajo la responsabilidad directa del prefecto de Roma (la "Urbe" -Urbs-) porque sus rentas estaban en principio destinadas a cubrir las necesidades de esa ciudad. A partir de 357 se nombró sistemáticamente un vicario del prefecto del pretorio de Italia o del prefecto de la Urbe. De hecho, ambas partes de Italia funcionaban como dos diócesis separadas. Las provincias de la diócesis de Italia annonaria, administradas desde Milán, eran Aemilia, Alpes cottiae, Flaminia et Picenum annonarium, Liguria, Raetia prima, Raetia secunda, Venetia et Histria. Las de la Italia suburbicariae o Regiones suburbicariae, bajo el vicario de la ciudad de Roma, eran Apulia et Calabria, Campania, Corsica, Lucania et Bruttii, Picenum suburbicarium, Samnium, Sardinia, Sicilia, Tuscia et Umbria y Valeria
La diocesis Illyricum o diocesis Pannoniarum, cuyo vicario tenía la sede en Sirmium, tenía las provincias de Dalmatia, Noricum mediterraneum, Noricum ripense, Pannonia Prima, Pannonia Secunda, Savia y Valeria (que no debe confundirse con la Valeria suburbicariae).
La diocesis Africae, cuyo vicario tenía la sede en Cartago, tenía las provincias de Africa, Byzacena, Mauretania caesariensis, Mauretania sitifensis, Numidia y Tripolitana.

#### Prefecto del pretorio de las Galias
El prefecto del pretorio de las Galias, con sede en Augusta Treverorum (Tréveris) y desde 407 en Arelate (Arlés) controlaba cuatro diócesis:
La dioecesis Hispaniae, cuyo vicario tenía la sede en Augusta Emerita (Mérida), tenía las provincias de Baetica, Baleares insulae, Carthaginensis, Gallaecia, Lusitania, Tarraconensis y Tingitania (o Mauretania tingitana, el extremo occidental del África romana).
La dioecesis Septem provinciarum (denominación que sustituye a la anterior diocesis Viennensis), cuyo vicario tenía la sede en Burdigala (Burdeos), tenía las provincias de Alpes maritimae, Aquitanica prima, Aquitanica secunda, Narbonensis prima, Narbonensis secunda, Novem populi (o Novempopulania) y Viennensis. Por el Edicto de Honorio y Teodosio del 17 de abril de 418 (recibido en Arlés el 23 de mayo), Honorio escogió Arlés como sede de la asamblea provincial de "Siete Provincias", que debía tener lugar cada año entre el 13 de agosto y el 13 de septiembre, en presencia del prefecto del pretorio, de los gobernadores de las provincias, de los nobles revestidos de dignidades oficiales y de los diputados de las curias. Este intento de institucionalizar una asamblea como órgano de gobierno de las Galias no prosperó.
La dioecesis Galliarum, cuyo vicario tenía la sede en Tréveris, tenía las provincias de Alpes poeninae et graiae, Belgica prima, Belgica secunda, Germania prima, Germania secunda, Lugdunensis prima, Lugdunensis secunda, Lugdunensis tertia, Lugdunensis senonia y Maxima sequanorum.
La dioecesis Britanniae, cuyo vicario tenía la sede en Londinium (Londres), tenía las provincias de Britannia prima, Britannia secunda, Flavia caesariensis, Maxima caesariensis y Valentia.

### Parte oriental
Había dos prefecturas del pretorio en la parte oriental del Imperio: la de Iliria (praefectus praetorio per Illyricum), con dos diócesis, y la de Oriente (praefectus praetorio per Orientem), con cinco diócesis.
Como particularidad, sólo había cuatro vicarios, puesto que su función era cumplida por los denominados Comes Orientis y los de la diócesis de Egipto, herederos de la provincia ecuestre de Egipto, denominados Praefectus Augustalis. Por tanto, en Oriente había siete diócesis, como en Occidente. El vicariado de Tracia a veces se considera comprendido en la prefectura del pretorio de Iliria, aunque la Notitia Dignitatum lo atribuye a la de Oriente.
La ciudad de Constantinopla estaba administrada por un prefecto, fuera del control del vicario de Tracia o de la prefectura del pretorio de Oriente.
También existían dos procónsules que sólo dependían del Emperador: el de Acaya proconsular y el de Asia proconsular. De este último dependían las provincias de Hellespontus y de Insulae (las islas griegas).

#### Prefecto del pretorio de Oriente
El prefecto del pretorio de Oriente tenía su sede en Antioquía. Sus diócesis eran:
La diocesis Aegypti, administrada por un prefecto augustal con sede en Alejandría, con las provincias de Aegyptus, Arcadia, Augustamnica, Libya superior, Libya inferior y Thebais.

La diócesis de Oriente hacia el año 400.

La diocesis Orientis, administrada por el comes de Oriente con sede en Antioquía, con las provincias de Arabia, Cilicia prima, Cilicia secunda, Cyprus, Eufratensis, Foenice, Foenice libanensis, Isauria, Mesopotamia, Osrohena, Palestina, Palestina salutaris, Palestina secunda, Syria y Syria salutaris.
La diocesis Asiana, cuyo vicario tenía la sede en Éfeso, tenía las provincias de Caria, Frygia pacatina, Frygia salutaris, Lycaonia, Lycia, Lydia, Pamfylia y Pisidia.
La diocesis Pontica, cuyo vicario tenía la sede en Nicomedia, tenía las provincias de Armenia prima, Armenia secunda, Bithynia, Cappadocia prima, Cappadocia secunda, Galatia, Galatia salutaris, Helenopontus, Honoria, Paflagonia y Pontus polemoniacus. Otras fuentes alteran la lista (Paul Petit añade Armenia maior y Arzazena, y no incluye Honoria; una fuente cartográfica da a Arzazena el nombre de Sofena). 
La diocesis Thraciae, cuyo vicario tenía la sede en Constantinopla, tenía las provincias de Europa, Haemimontus, Moesia secunda, Rhodopa, Scythia y Thracia.

#### Prefecto del pretorio de Iliria
El prefecto del pretorio de Iliria tenía su sede en Tesalónica. Sus diócesis eran:
La diocesis Macedoniae, cuyo vicario tenía la sede en Tesalónica, tenía las provincias de Creta, Epirus nova, Epirus vetus, Macedonia y Thessalie.
La diocesis Daciae, cuyo vicario tenía la sede en Serdica (Sofía), tenía las provincias de Dacia mediterranea, Dacia ripense, Dardania, Moesia prima y Praevalitana.